# Antoine Bravard
Pour les articles homonymes, voir Bravard.
Antoine Bravard, né le 2 décembre 1994, est un coureur cycliste français, membre de l'équipe Charvieu-Chavagneux IC.

## Biographie
Antoine Bravard fait ses débuts espoirs en 2012 au Peltrax-CS Dammarie-lès-Lys, club postulant pour la division nationale 3.
En 2015, il intègre le Vélo Club de Toucy en DN2. Après un début de saison difficile, marqué par une chute sur le Tour du Canton de Saint-Ciers, il se révèle au niveau national en terminant deuxième du Grand Prix cycliste de Machecoul, manche de la Coupe de France DN2. Il est également troisième de la Ronde du Centenaire, et cinquième du Grand Prix de Villapourçon. 
Pour la saison 2017, il rejoint de l'équipe Bourg-en-Bresse Ain,. Avec elle, il remporte la vingtième édition du Prix de Bologne, organisé au mois d'avril. Durant l'été, il s'impose en solitaire sur la troisième étape du Tour de la Guadeloupe. En début d'année 2018, il se classe troisième de la Transversale des As de l'Ain, derrière ses coéquipiers Dimitri Bussard et Vincent Arnaud, puis quatrième du Grand Prix de Saint-Étienne Loire.
En 2019, il fait le choix de rejoindre l'équipe du SCO Dijon. Début mars, il obtient son premier résultat significatif en prenant la huitième place du Circuit des communes de la vallée du Bédat, remporté par son coéquipier Jérémy Cabot.

## Palmarès
- 2015
  - 2e du Grand Prix cycliste de Machecoul
- 2017
  - Prix de Bologne
  - 3e étape du Tour de la Guadeloupe
  - 3e de la Transversale des As de l'Ain

## Classements mondiaux
| Année            | 2017 |
| ---------------- | ---- |
| UCI America Tour | 324e |